# 外村繁
外村 繁（とのむら しげる、1902年〈明治35年〉12月23日 - 1961年〈昭和36年〉7月28日）は、日本の小説家。本名は外村 茂（とのむら しげる）。東京帝国大学経済学部卒。出自である近江商人の世界を客観的に描いた『草筏』で注目され、『筏』『花筏』と共に長編三部作を成して高く評価された。『落日の光景』『澪標』は私小説の極致と評される。

## 来歴
滋賀県神崎郡南五個荘村金堂（現・東近江市五個荘金堂町）出身。金堂は近世から近代にかけて近江商人発祥地として栄えた土地である。外村家も江戸時代から代々続く木綿問屋で、茂は外村吉太郎の三男として生まれ、保守的な環境で育つ。滋賀県立膳所中学校卒業。第三高等学校文科甲類卒業。東京帝国大学経済学部卒業（本人は文学部志望であったが、親の意向で経済学部に進学していた）。
大学在学中の1925年（大正14年）1月、第三高等学校時代から「三高劇研究会」で親交のあった梶井基次郎や中谷孝雄らと同人誌『青空』を創刊した。11月に川端康成の同人誌『文藝時代』から文芸時評を依頼されて寄稿するが、名前を誤植され「外村繁」と印刷されたため、以後それを筆名とした。
大学卒業後、父親が急逝したため家業を継ぐが、やがて弟に家業を譲り、1933年（昭和8年）に阿佐谷へ移って小説家として再出発、「阿佐ヶ谷文士村」に入った。『鵜の物語』を発表。中谷の紹介で『麒麟』同人となる。
1935年（昭和10年）、当時連載途中だった『草筏』で第1回芥川龍之介賞候補となる。『草筏』は1938年（昭和13年）に完結し、第5回池谷信三郎賞を受賞。また、『草筏』完結時に再び第8回芥川龍之介賞予選候補となるが、先に池谷信三郎賞受賞が決定したことも影響し、受賞することはなかった。
戦後『筏』と『花筏』を発表し、『草筏』とともに「筏三部作」と呼ばれるようになる。『筏』で1956年（昭和31年）の第9回野間文芸賞を受賞したほか、1961年（昭和36年）には『澪標』で第12回読売文学賞を受賞している。
また、1949年（昭和24年）に同郷の辻亮一から「異邦人」を見せられた際、『新小説』に同作を掲載するよう推薦した。外村の推薦により「異邦人」は『新小説』に掲載され、翌年、同作によって辻は芥川龍之介賞を受賞している。
1961年（昭和36年）7月28日、上顎癌のため東京医科歯科大学医学部附属病院で死去。

## 家族
最初の妻である八木下とく子とは、帝大在学中の1924年（大正13年）春に、とく子が女給をしていた六本木のカフェーで知り合い、親からの勘当状態のなかで同棲生活を送っていた。その後とく子は、心臓病と戦中戦後の栄養失調によって1948年（昭和23年）に死去。
1950年（昭和25年）に文部省職員の金子てい（貞子）と再婚するが、1957年（昭和32年）に外村が、1960年（昭和35年）にていが相次いで癌と診断され、夫婦で闘病生活を送った。外村との死別から4か月後、ていも乳癌で死去した。
長男は遺伝学者の外村晶（1926-2004）で、北海道大学理学博士、東京医科歯科大学名誉教授、NPO法人「食品と暮らしの安全基金」の世話人代表。

## 顕彰

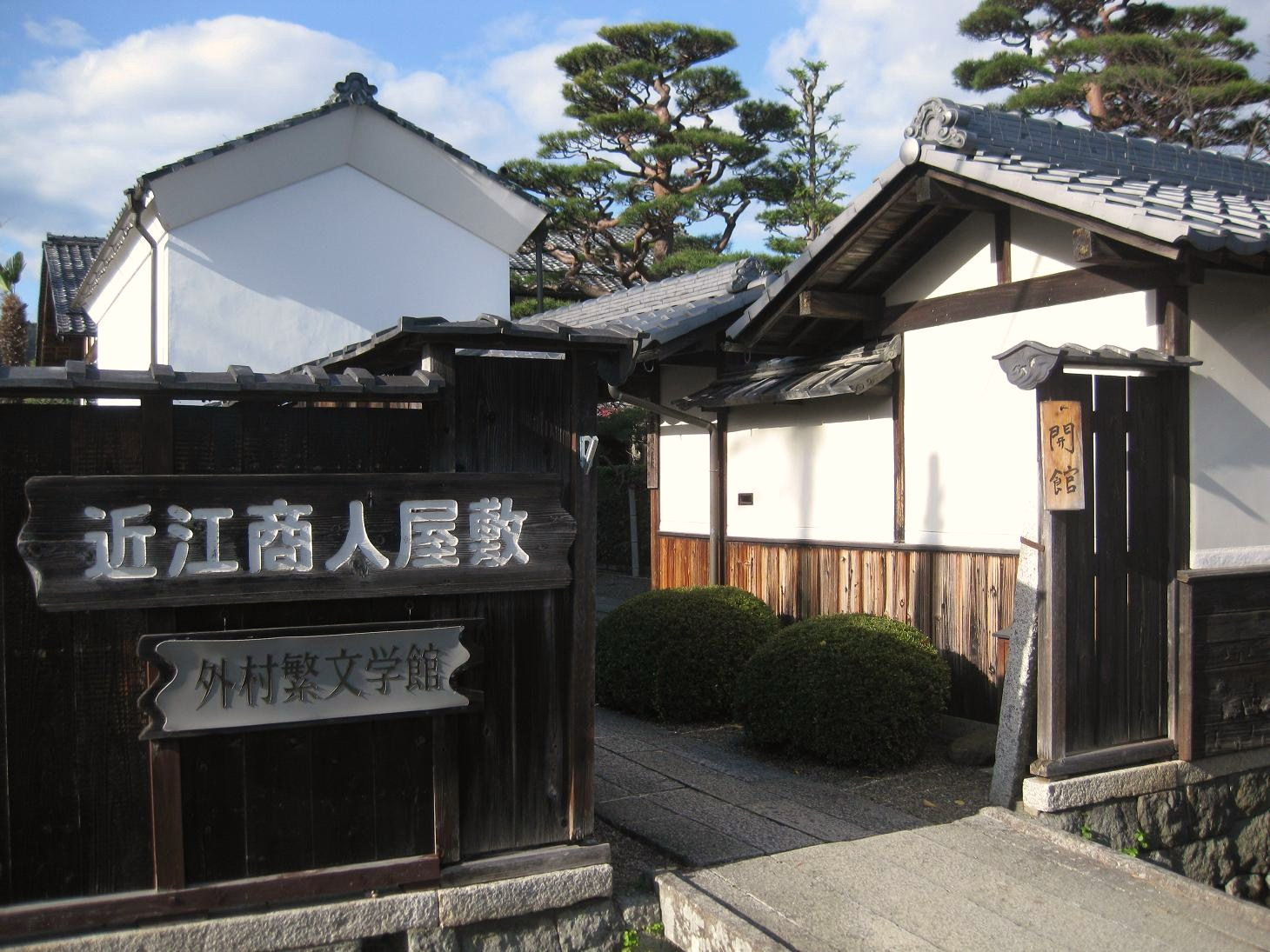
滋賀県東近江市にある五個荘近江商人屋敷 外村繁邸

現在、外村繁の生家は「五個荘近江商人屋敷 外村繁邸」として保存・公開されている。「外村繁邸」の蔵では「外村繁文学館」として外村にまつわる資料を展示し、その業績を顕彰している。

## 著作
- 『鵜の物語』（1933）　砂子屋書房、1936
- 『草筏』（1935–38）　砂子屋書房、1938　 ‐ 池谷信三郎賞
- 『春秋』赤塚書房　1939
- 『風樹 外村繁短篇小説傑作集』人文書院、1940
- 『白い花の散る思ひ出 小説集』ぐろりあそさえて、1941
- 『日本合戦史話』陸軍画報社、1943
- 『日本の土』大観堂、1943
- 『紅葉明り』世界社、1947
- 『父の思ひ出』小山書店、1948
- 『愁いの白百合』偕成社、1949。山本さだ絵
- 『早春日記』河出書房、1949
- 『夢幻泡影』（1949）
- 『春の夜の夢』（1949）
- 『最上川』（1950）
- 『赤と黒』（1953）
- 『夕映え』（1954）
- 『筏』（1954–56）　三笠書房、1956。のち新潮文庫 新装復刊1994 ‐ 野間文芸賞
- 『岩のある庭の風景』（1954）　大日本雄弁会講談社、1957
- 『愛のうた』光書房　1958
- 『花筏』（1957–58）　三笠書房、1958
- 『入門しんらん 新しき親鸞発見のために』普通社、1959
- 『春・夏・秋・冬』新創社、1959
- 『酔夢朦朦』（1960）
- 『澪標』（1960）　講談社 ‐ 読売文学賞
- 『落日の光景』（1960）　新潮社、1961
- 『濡れにぞ濡れし』（1960–61）　講談社、1961
- 『日を愛しむ』（1961、絶筆）
- 『阿佐ケ谷日記』新潮社、1961
- 『夕映え』角川書店、1961
- 『外村繁全集』全6巻　講談社、1962
- 『澪標・落日の光景』新潮文庫、1962
- 『澪標・落日の光景』講談社文芸文庫 1992

## 関連文献
- 久保田暁一『外村繁の世界』サンライズ出版・別冊淡海文庫 1999